# Omagh (téléfilm)
Pour les articles homonymes, voir Omagh.
Pour plus de détails, voir Fiche technique et Distribution.
Omagh est un téléfilm irlando-britannique réalisé par Pete Travis, diffusé en 2004. Il s'agit d'un fait réel sur l'attentat d'Omagh du 15 août 1998, qui reste l'un des plus meurtriers du conflit nord-irlandais, et ses conséquences, notamment du point de vue des familles de victimes.
Michael Gallagher, dont le fils Aidan (Paul Kelly) est tué dans l'attentat, est joué par Gerard McSorley, originaire d'Omagh.

## Fiche technique
Sauf indication contraire, les informations mentionnées dans cette section peuvent être confirmées par la base de données cinématographiques IMDb,  présente dans la section « Liens externes ».
- Titre original et français : Omagh
- Réalisation : Pete Travis
- Scénario : Paul Greengrass et Guy Hibbert
- Direction artistique : Julie Busher
- Décors : David Wilson
- Costumes : Eimer Ni Mhaoldomhnaigh
- Photographie : Donal Gilligan
- Montage : Clive Barrett
- Production : Paul Greengrass et Ed Guiney

Production déléguée : Greg Brenman, Mary Callery, Arthur Lappin, Andrew Lowe, Brendan McCarthy, Tristan Whalley et Mark Woods
Coproduction : Don Mullan
- Sociétés de production : Tiger Aspect Productions et Hell's Kitchen International
- Société de distribution : Raidió Teilifís Éireann (Irlande) et Channel 4 (Royaume-Uni) ; Haut Et Court (France)
- Pays d'origine :  Irlande /  Royaume-Uni
- Langue originale : anglais
- Format : couleur
- Genre : Drame historique
- Durée : 106 minutes
- Dates de première diffusion :
  - Irlande : 22 mai 2004
  - Royaume-Uni : 27 mai 2004
  - Belgique, France : 23 mars 2005

## Distribution
- Gerard McSorley : Michael Gallagher
- Michele Forbes : Patsy Gallagher
- Brenda Fricker : la policière Ombudsman Nuala O'Loan
- Stuart Graham (en) : Victor Barker
- Peter Ballance : Mark Breslin
- Pauline Hutton : Sharon Gallagher
- Fiona Glascott : Cathy Gallagher
- Kathy Kiera Clarke : Elizabeth Gibson
- Clare Connor : Caroline Gibson
- Gerard Crossan : Hugh
- Ian McElhinney : Stanley McCombe
- Sarah Gilbert : Patricia McLaughlin
- Alan Devlin : Laurence Rush
- Frances Quinn : Marion Radford
- Tara Lynne O'Neill : Carol Radford

## Production
Le film est coproduit par des fonds irlandais (Irish state broadcaster - RTÉ) et britanniques (le réseau Channel 4 du Royaume-Uni). Il est diffusé pour la première fois à la télévision simultanément dans les deux pays en juin 2004, relançant très vivement l'hypothèse de négligence volontaire dans l'enquête suivant cet attentat d'Omagh du 15 août 1998. Il met en évidence par ailleurs les dysfonctionnements des forces de Police et des services secrets, qui avaient des éléments avant les faits et qui n'auraient rien entrepris pour éviter les attentats.

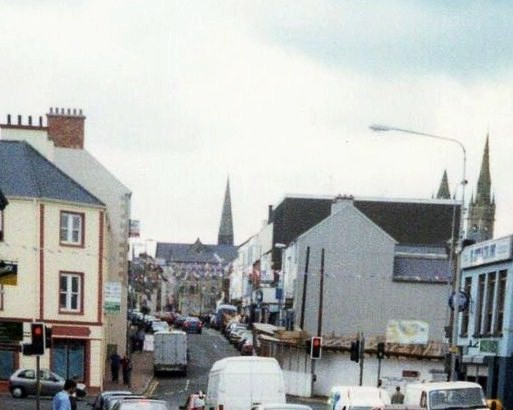
Market Street, trois ans après l'attentat à Omagh.

Cet attentat à la voiture piégée, après une alerte insuffisamment précise, ou volontairement inexacte selon les différentes analyses, fait vingt-neuf morts et deux cent vingt blessés dans la rue commerçante de Market Street. Cet attentat est revendiqué par une branche dissidente de l'IRA, l'Armée républicaine irlandaise véritable, opposée à l'accord de paix du 10 avril 1998.
Le tournage a lieu à Navan, County Meath en Irlande et non à Omagh en Irlande du Nord.
La chanson du générique fin Broken Things est chantée par Julie Miller, composée par la chanteuse locale Juliet Turner à la mémoire des victimes de l'attentat.

## Accueil
Le téléfilm est diffusé pour la première fois à la télévision simultanément dans les deux pays en juin 2004.

## Distinctions

### Récompenses
- BAFTA 2005 : meilleur film
- Festival international du film de Toronto 2004 : Discovery Award
- Irish Film & Television Academy 2004 : meilleur acteur pour Gerard McSorley[1]

### Nominations
- Festival international du film d'histoire de Pessac 2004 : meilleur Film d’Histoire
- Irish Film and Television Awards 2004 : meilleur réalisateur